# Panulirus longipes
Panulirus longipes е вид десетоного от семейство Palinuridae. Видът не е застрашен от изчезване.

## Разпространение и местообитание
Разпространен е в Австралия (Куинсланд и Нов Южен Уелс), Вануату, Индонезия, Коморски острови, Мавриций, Мадагаскар, Малайзия, Микронезия, Мозамбик, Нова Каледония, Острови Кук, Папуа Нова Гвинея, Провинции в КНР, Реюнион, Тайван, Тайланд, Танзания, Тонга, Фиджи, Филипини, Шри Ланка, Южна Африка и Япония.
Обитава крайбрежията на коралови рифове. Среща се на дълбочина от 125 до 180 m, при температура на водата около 22,7 °C и соленост 34,9 ‰.